# مرکز تعالی سلامت جهانی دانشگاه علوم پزشکی تهران
مرکز تعالی سلامت جهانی دانشگاه علوم پزشکی تهران (به انگلیسی: Center of Excellence for Global Health – CEGH) یک مرکز دانشگاهی پیشگام در ایران و منطقه خاورمیانه و شمال آفریقا است که بر آموزش، پژوهش و همکاری بین‌المللی در حوزه سلامت جهانی متمرکز است.[۱] این مرکز در تاریخ ۱۸ دی ۱۴۰۳ (۷ ژانویه ۲۰۲۵)، با هدف توسعه سرمایه انسانی، تقویت آموزش علوم سلامت جهانی، پژوهش‌محور کردن مسائل سلامت عمومی، ارتقاء همکاری‌های بین‌المللی و نقش‌آفرینی در سیاستگذاری سلامت تأسیس شد.[۲][۳][۴]
دکتر امیرحسین تکیان بنیانگذار و رئیس مرکز است.[۶][۷]

## چشم‌انداز
مرکز تعالی سلامت جهانی با هدف تبدیل شدن به اصلی‌ترین مرجع علمی آموزش، پژوهش و سیاستگذاری سلامت جهانی در ایران و منطقه خاورمیانه و شمال آفریقا (MENA) و پیوند موثر با شبکه‌های علمی بین‌المللی فعالیت می‌کند.[۸]

## مأموریت و فلسفه
هدف اصلی مرکز، ارتقای سلامت جمعیت‌ها از طریق توسعه آموزش و پژوهش با کیفیت بالا، گسترش همکاری‌های بین‌رشته‌ای، و ترویج فرهنگ همبستگی، تنوع فرهنگی و شمول اجتماعی، به‌ویژه میان دانشجویان و پژوهشگران جوان است.[۹]
راهبرد محوری مرکز تحت عنوان «بیشینه‌سازی اثرگذاری سلامت جهانی» (Maximizing Global Health Impact) بر پنج حوزه استوار است:
- توسعه پژوهش‌‌های بین‌المللی مشترک
- تقویت آموزش و تربیت نیروی متخصص
- مشارکت در سیاست‌گذاری سلامت جهانی
- گسترش همکاری‌های موثر و چندوجهی
- توانمندسازی نسل آینده پژوهشگران [۱۰]

## ارزش‌های بنیادین
مرکز تعالی سلامت جهانی بر این ارزش‌ها تأکید دارد:
- همبستگی اجتماعی

- همکاری و تعامل

- تنوع و شمول فرهنگی

- فروتنی

- تعهد به ایجاد تاثیر اجتماعی پایدار [۱۱]

استراتژی این مرکز در قالب برنامه «افزایش اثرگذاری جهانی سلامت» و با هدف تحقق پنج اولویت راهبردی برای تقویت نقش دانشگاه علوم پزشکی تهران در عرصه سلامت جهانی دنبال می‌شود.[۵]

## حوزه‌های فعالیت

### آموزش و توسعه حرفه‌ای
طراحی و اجرای دوره‌های آموزش سلامت جهانی برای دانشجویان ایران و منطقه
برگزاری کارگاه‌ها، وبینارها و همایش‌های تخصصی
برنامه بین‌المللی تبادل دانشجو و اساتید [۱۲]

### پژوهش و سیاستگذاری
- اجرای پروژه‌های پژوهشی ملی و فراملی
- مطالعات سیاستی به‌ویژه در شرایط بحران‌های سلامت
- ارائه توصیه و پژوهش سیاستی به نهادهای داخلی و سازمان‌های بین‌المللی [۱۳]

### همکاری‌های بین‌المللی
همکاری راهبردی و رسمی با دانشگاه ماستریخت هلند و بیش از ۱۵ کشور در قالب پروژه‌های مشترک، آموزش و توسعه سیاست‌های سلامت 
عضویت و مشارکت فعال در شبکه‌های علمی سلامت جهانی [۱۴]

## دستاوردها و تاثیر
تدوین سالانه گزارش عملکرد و دستاوردها (قابل دسترس در سایت رسمی مرکز)[۱۵]
اجرای برنامه‌های آموزشی سلامت جهانی به زبان انگلیسی ویژه دانشجویان و پژوهشگران منطقهMENA
پایه‌گذاری شبکه‌های همکاری و توسعه سیاست‌های ملی و منطقه‌ای سلامت [۱۶]

## تعریف سلامت جهانی (Global Health)
بر اساس تعریف مرکز: «سلامت جهانی حوزه‌ای میان‌رشته‌ای است که با هدف بهبود برابری، عدالت و رفاه جمعیت‌های جهان شکل گرفته و از طریق دانش، پژوهش و سیاستگذاری مبتنی‌بر شواهد، به تحقق توسعه پایدار سلامت و حقوق بشر می‌پردازد.» [۱۷]